# Apomys microdon
Apomys microdon es una especie de roedor de la familia Muridae. Es endémica de Filipinas, más concretamente de la isla de Luzón y de las islas Catanduanes. Es una especie principalmente arbórea y su hábitat son los bosques secundarios en las zonas bajas, y los bosques primarios montanos, hasta los 2 000 metros.